# Dasychira melanosticta
Dasychira melanosticta är en fjärilsart som beskrevs av Collenette 1937. Dasychira melanosticta ingår i släktet Dasychira och familjen tofsspinnare. Inga underarter finns listade i Catalogue of Life.